# 彼得里·孔蒂奥拉
彼得里·孔蒂奥拉（芬蘭語：Petri Kontiola，1984年10月4日—），芬兰男子冰球运动员。他曾代表芬兰参加2014年和2018年冬季奥林匹克运动会冰球比赛，其中2014年奥运会获得一枚铜牌。